# أوين هارغريفز
أوين لي هاريغريفز  (بالإنجليزية: Owen Lee Hargreaves) ولد في 20 يناير 1981، وهو لاعب كرة قدم يلعب في مركز خط الوسط، ويلعب حالياً في نادي مانشستر سيتي في الدوري الإنجليزي، وقد ولد اللاعب في كندا، هاري بدأ مسيرته الاحترافية في ألمانيا مع نادي بايرن ميونخ الألماني، وبعد أن قضى سبعة مواسم في الفريق الألماني، خلالها فاز بالدوري الألماني لأربعة مرات ودوري أبطال وروبا لمرة، انتقل بعد ذلك إلى نادي مانشستر يونايتد في عام 2007، وقد فاز مع الفريق في بطولة الدوري الإنجليزي ودوري أبطال أوروبا في أول موسم له.

## حيـاة هاري الشخصية
هاريغريفز ولد في كالقاري في ألبيرتا، وهو الابن الأصغر لعائلته ووالديه مارغاريت وكولين هاريغريفز، وقد هاجروا من كندا إلى المملكة المتحدة «بريطانيا» في بداية الثمانينات، والده لعب لفريق بولتون وانديريرس في شبابه، وكذلك لعب لفريق كالقاري كيكرس في الدوري الكندي، ولديه أخين، الأول دارين والآخر نيل، وأخه الأصغر دارين مثل المنتخب الكندي للشباب في السابق.

## مـع بايرن ميـونخ وبدايته وإنـطلاقته
أوين هاريغريفز انتقل وهو في الـ 16 من العمر من نادي كالقاري فوتهيلس إلى بايرن ميونخ الألماني في 1 يوليو 1997، هاريغريفز لعب للفريق الألماني لحت الـ 19 عاماً لمدة سنتين ونصف قبل الانضمام إلى فريق الهواة، وخلال فترته مع الفريق تحت الـ 19 سنة وصل الفريق إلى نهائي بطولة ألمانيا في عام 1998، وقد خسروا من نادي بوروسيا دورتموند في اللقاء، لكن ذلك بعد ضربات الجزاء، حيث يذكر بأن اللقاء الذي تم بين الطرفين أقيم في ملعب روت إيرد ستاديوم.
في 12 أغسطس 2000 هاريغريفز لعب أول لقاء له في الدوري الألماني، وشارك في اللقاء كبديل بدلاً من اللاعب كارستين يانكير في الدقيقة الـ 83 من اللقاء، أما مباراته الأولى التي شارك بها كأساسي كانت أمام نادي SpVgg إنتيرهاتشينغ في 16 أغسطس عام 2000، وخلال ذلك الموسم أثبت هاريغريفز قيمته وأهميته مع بايرن ميونخ، وقد فاز النادي ببطولة الدوري الألماني وكذلك لقب دوري أبطال أوروبا، وتألق هاريغريفز في لقاء الفريق في النصف النهائي من البطولة أمام نادي ريال مدريد الإسباني، وأمام نجوم كبار مثل روبيرتو كارلوس ولويس فيغو مما جعله يحصل على الاستدعاء الدولي، وهو يعد واحد من اثنين إنجليزين فازوا بلقب دوري أبطال أوروبا وهو يلعب في نادي غير إنجليزي، الشخص الآخر الذي حقق هذا الرقم هو الإنجليزي ستيف ماكمانامان وخلال فترته مع نادي ريال مدريد الإسباني، حيث فاز بلقب دوري أبطال أوروبا لمرتين.
في موسم " 2001-2002 " هاريغريفز حصل على مركز أساسي في الفريق، وشارك في 46 لقاء في جميع البطولات، وعلى الرغم من ذلك فريقه حقق المركز الثالث في ترتيب الدوري الألماني، كما أنه وصل إلى دور الربع النهائي من البطولة وخسر، وفي بطولة كأس ألمانيا خرج الفريق من البطولة مع الخسارة من نادي شالكا، وخلال ذلك الموسم هاريغريفز أثبت نفسه في الفريق، وأكد بمستواه أنه لاعب مهم في الفريق ومفتاح اللعب.
في موسم " 2002-2003 " احتفل هاريغريفز من جديد بالفوز بلقب الدوري الألماني، كما أنه حقق الفوز مع فريقه في بطولة DFB، وفي 26 يناير 2003 سجل هاريغريفز أول هدف له في الدوري الألماني، وكان أمام نادي بوروسيا مونتشينقلاباتش، ولسوء الحظ خلال ذلك الموسم عانى هاريغريفز من بعض المشاكل والإصابات، حيث أنه غاب لثلاث فترات عن الفريق، حيث في شهر سبتمبر من ذلك العام تعرض لتمزق في عضلة الفخذ، منذ ثم في شهر أكتوبر تعرض لإصابة في عضلة الساق، وفي نهاية الموسم تعرض لمشاكل أخرى بدنية جعلته يغيب لمدة ثلاثة أسابيع، وقد شارك وقتها بذلك الموسم في 25 لقاء في الدوري الألماني، وأربعة مباريات في كأس ألمانيا وثلاثة مباريات في دوري أبطال أوروبا.
موسم " 2003-2004 " كان أول موسم لـ هاريغريفز دون أن يحقق به أي لقب مع بايرن ميونخ بعد ألقاب مميزة حققها مع الفريق في السنوات الأخيرة، حيث أن نادي مدينة ميونخ أنهى الموسم دون أن يحقق الفوز بالدوري الألماني، وبعد أن خرج من بطولة دوري أبطال أوروبا من نادي ريال مدريد الإسباني، وخلال ذلك الموسم شارك هاريغريفز بـ38 لقاء لفريقه الألماني، وفي موسم " 2004-2005 " فاز الفريق ببطولة " DFB " من جديد، وقد شارك بـ27 لقاء في الدوري الألماني من خلالهم سجل هدف واحد، وشارك في ثلاثة مباريات في كأس ألمانيا سجل من خلالهم هدفين، وشارك في ثمانية لقاءات في بطولة دوري أبطال أوروبا.
في موسم " 2005-2006 " فاز هاريغريفز من جديد بلقب الدوري الألماني، وسجل هاريغريفز أول هدف في ملعب الفريق الجديد أليانز أرينا في البطولة في 5 أغسطس 2005 أمام نادي بوروسيا مونتشينقلاباتش، وفي المجموع النهائي للموسم فقد شارك بـ 15 لقاء في الدوري سجل من خلالهم هدف واحد وشارك بأربعة مباريات بطولة كأس ألمانيا وخلالها سجل هدفين، وشارك في ثلاثة لقاءات في دوري أبطال أوروبا، وفي أكتوبر 2005 جدد أوين عقده مع نادي بايرن ميونخ الألماني بإضافة أربعة سنوات جديدة، في موسم " 2006-2007 " تعرض هاريغريفز لكسر في ساقه مما جعله يغيب عن أغلب مباريات بايرن ميونخ في الموسم، لكنه عاد في الوقت المناسب أمام نادي ريال مدريد الإسباني في بطولة دوري أبطال أوروبا، حيث تعادل الفريقان بنتيجة 4-4 «إجمالي نتيجة المباراتين» لكن نادي البافاري تأهل إلى الدور التالي بسبب الأفضلية لكن خسر وخرج من البطولة لاحقاً من نادي ميلان الإيطالي الذي حقق الفوز بالبطولة.

## إلى الوطـن.. ومـع مانشستر يونايـتد
في 31 مايو 2007 أُعلن بأن هاريغريفز أبدى برغبته بالانضمام والانتقال إلى نادي مانشستر يونايتد الإنجليزي، وفي 1 يوليو 2007 وبعد مفاوضات دامت لمدة سنة تقريباً بين إدارة بايرن ميونخ ومانشستر يونايتد، انتقل اللاعب بصفقة تقدر حوالي 17 مليون جنيه إسترليني، وأصبح هاريغريفز أخيراً لاعب في صفوف النادي الإنجليزي في 1 يوليو، ووقع عقداً يمتد لمدة أربعة سنوات مع الفريق، وقد قدم للإعلام في 9 يوليو مع نجم مانشستر يونايتد الجديد بذلك الوقت لويس ناني، وقد حصل هاريغريفز على رقم 4 مع الفريق في الأولدترافورد.
هاريغريفز شارك في أول لقاء له مع مانشستر يونايتد في لقاء ودي أمام نادي بيتربوروغ يونايتد في 4 يونايتد من ذلك العام، وشارك كبديل دخل في الشوط الثاني، وقد استطاع النادي الأحمر الفوز في اللقاء بنتيجة 3-1، وقد شارك في أول لقاء له في الدوري الإنجليزي في اللقاء الثالث لمانشستر يونايتد في الدوري أمام مانشستر سيتي في ديربي المدينة، في لقاء انتهى بخسارة الفريق بهدف مقابل لا شيء، وسجل هاريغريفز أول هدف له مع مانشستر يونايتد في لقاء الفريق أمام فولهام في 1 مارس عن طريق ضربة حرة قريبة من منطقة الجزاء، وسجل هدفه الثاني أيضاً عن طريق ضربة حرة أمام نادي آرسنال في 13 إبريل، وبهذا الهدف فاز الفريق في المباراة، وموسمه الأول مع مانشستر يونايتد كان ناجحاً حيث ساعد فريقه مانشستر يونايتد في الفوز في بطولة الدوري الإنجليزي ودوري أبطال أوروبا.
في بداية موسمه الثاني مع مانشستر يونايتد كان هاريغريفز يتعافى من إصاباته الأخيرة التي تعرض لها، لكن مشاكها وقتها كانت متزايدة ولم تنتهي، فسافر بعدها إلى لندن والسويد للفحوصات لكن بعدها لم تظهر أي نتائج من الفحوصات، من ثم سافر إلى مدينة كولورادو في الولايات المتحدة، وفي نوفمبر 2008 قابل جراح الركبة ريتشارك ستيدمان، وخضع بعدها هاريغريفز لعملية في ركبته اليمنى في 10 نوفمبر 2008، ومن ثم تعرض لإصابة مشابه لتك الإصابة في ركبته اليسرى في يناير 2009، وذلك كان يعني بأن على هاري الغياب عن بقية الموسم وعن مانشستر يونايتد، وفي شهر يوليو 2009 تعرض هاري لنكسة أخرى من جديد، وتم استبعادة للمشاركة في بطولة كأس أودي في نهاية الشهر الماضي، حيث كان من المقرر أن يعود مجدداً إلى الملاعب وقتها.

## هاريغـريفز مـع المنتـخب الإنجـليزي
هاريغريفز كان يستطيع اللعب لأي منتخب من إنجلترا وكندا، لكنه لم يقبل وقتها في ذلك، ومن ثم أصبح مؤهلاً لللعب للمنتخب الألماني، حيث أن إقامته هناك أهلته للمشاركة مع المنتخب الألماني، وعندما كان شاباً فقد لعب في صفوف المنتخب الويلزي وكان من المقرر أن يشارك مع المنتخب الويلزي تحت الـ 21 سنة وكان ضمن التشكيلة المستدعاة في لقاء الفريق أمام المنتخب البيلاروسي تحت الـ 21 سنة، في سبتمبر عام 2000 لكنه بعد ذلك خرج من التشكيلة بسبب المنتخب الإنجليزي، في 31 أغسطس 2000 استدعى للمنتخب الإنجليزي تحت الـ 21 سنة من قبل المدرب هاوارد ويلكينسون، وقد استدعى هاوارد اللاعب صاحب الـ 19 عاماً في ذلك الوقت في مباراة الفريق أمام المنتخب الجورجي، والمباراة أقيمت في ملعب ريفيرسايد في مدينة مدلزبرة، وانتهت بفوز الفريق الإنجليزي بنتيجة ستة أهداف مقابل هدف وحيد، ومن ثم شارك هاري مع المنتخب الإنجليزي في مباريات ودية أخرى أمام إيطاليا وإسبانيا.
هاريغريفز شارك في لقاء الفريق الودي مع الفريق الأساسي أمام المنتخب الهولندي كاملاً في 15 أغسطس 2001 في لقاء أقيم في وايت هارت لان، ليكون بعدها اللاعب الوحيد في تشكيلة الفريق الذي يلعب في صفوف المنتخب الإنجليزي وهو لم يعش أبداً إنجلترا، وأصبح بعدها ثاني لاعب في تاريخ المنتخب بعد جوي باكر يلعب في المنتخب الإنجليزي وهو لم يلعب في بطولة الدوري الإنجليزي، وليكون أول من يلعب للمنتخب الإنجليزي دون أي يلعب في بريطانيا، وفي مباراته الثانية مع المنتخب الإنجليزي شارك كبديل أمام المنتخب الألماني في لقاء أقيم في أوليمبياستاديون وانتهى بفوز المنتخب الإنجليزي بنتيجة 6-1، وكان هاريغريفز هو اللاعب الوحيد المستدعي ضمن بطول كأس العالم 2002 وهو لا يلعب في الدوري الإنجليزي، وقد تعرض هاريغريفز للإصابة بعد مشاركته لمدة ربع ساعة في مباراة الفريق أمام الأرجنتين في دور المجموعات من البطولة حتى تم تبديله بعد ذلك.
و على الرغم بأن هاريغريفز لم يكن أحد اللاعبين الدائمين في تشكيلة الفريق، إلا أنه أختير في بطولة كأس أوروبا 2004 التي أقيمت في البرتغال، وكذلك في كأس العالم 2006 التي أقيمت في ألمانيا على الرغم من الانتقادات التي حصلت من الصحافة والجمهور، حيث كانت عليه نظرة سلبية من جماهير إنجلترا لأنه كان يعد جوهرة ألمانية وقد عاش في كندا لفترة من ثم في ألمانيا، وقد شارك في أول لقاء للمنتخب الإنجليزي في بطولة كأس العالم 2006 كبديل وتعامل معه جماهير إنجلترا بشيء سيئ وقتها، وفي تلك البطولة التي لم يوفق بها المنتخب الإنجليزي كان يعد هاريغريفز من أنجح لاعبي المنتخب القليلين في البطولة، كما يذكر أنه فاز بجائزة أفضل لاعب بمباراة المنتخب أمام البرتغال في الربع النهائي من البطولة، في لقاء الذي خرج به المنتخب الإنجليزي من البطولة عن طريق ضربات الجزاء، وكان اللاعب الوحيد الناجح في ضربات الجزاء في تلك المباراة للمنتخب الإنجليزي، وفي 2006 فاز بجائزة أفضل لاعب إنجليزي في العام وأفضل لاعب إنجليزي في بطولة كأس العالم وبحسب تصويتات الاتحاد الإنجليزي، وكان هاري أول من يحقق تلك الجائزتين معاً.
و قد واصل بعد ذلك هاريغريفز تميزه مع المنتخب الإنجليزي والفوز بإعجاب جماهير المنتخب الإنجيزي، حيث أنه فاز بجائزة أفضل لاعب في مباراة الفريق أمام المنتخب اليوناني في لقاء انتهى بفوز المنتخب الإنجليزي بنتيجة أربعة أهداف مقابل لاشيء، وأقيم اللقاء في 18 أغسطس 2006، وفي ذلك اللقاء حصل على رقم سبعة الذي تركه قائد الفريق السابق بذلك الوقت دايفيد بيكهام، وفي 30 يناير 2007 فاز بجائزة أفضل لاعب إنجليزي في السنة في تصويت موقع الاتحاد الإنجليزي الرسمي، وفي يونيو 2007 أعلنت منظمة الفيفا بأن هاريغريفز وفيليب لام سوف يزوران جنوب أفريقيا

## هاريغـريفز مـع مانشستر سيتي
انتقل عام 2011 في صفقة غريبه إلى نادي مانشستر سيتي

## روابط خارجية
- أوين هارغريفز على موقع الاتحاد الدولي (مؤرشف)  (الإنجليزية)
- أوين هارغريفز على موقع الاتحاد الأوربي (الإنجليزية)
- أوين هارغريفز على موقع قاعدة بيانات كرة القدم.إي يو (الإنجليزية)
- أوين هارغريفز على موقع بيانات كرة القدم. دي إي (الألمانية)
- أوين هارغريفز على موقع ناشيونال فوتبول تيمز (الإنجليزية)
- أوين هارغريفز على موقع Soccerbase.com (لاعب) (الإنجليزية)
- أوين هارغريفز على موقع عالم كرة القدم.نت (الإنجليزية)